# Sphinx (restauracja)
Sphinx – największa w Polsce sieć restauracji w segmencie casual dining. Zarządzana przez spółkę Sfinks Polska S.A. sieć restauracji liczy kilkadziesiąt punktów.

## Działalność
Pierwsza restauracja Sphinx została otwarta w 1995 roku w Łodzi. Obecnie działa 67 restauracji tej marki w całej Polsce (stan na 5 lipca 2023). Można je znaleźć w centrach handlowych, przy największych ulicach miast, a także w popularnych miejscowościach turystycznych. Restauracje Sphinx otwierane są jako punkty własne firmy oraz w formie franczyzy. Od 2006 roku spółka będąca właścicielem marki Sphinx jest notowana na Giełdzie Papierów Wartościowych w Warszawie.

## Oferta
Sphinx specjalizuje się w daniach kuchni orientalnej, takich jak shoarma, hummus i meze. Dodatkowo w ofercie restauracji Sphinx znajdują się steki, ryby i sałatki.